# Jekyll (film)
Pour les articles homonymes, voir Jekyll.
Pour plus de détails, voir Fiche technique et Distribution.
Jekyll est un film américain réalisé par Scott Zakarin, sorti en 2007.

## Fiche technique
- Titre original : Jekyll
- Réalisation : Scott Zakarin
- Scénario : Scott Zakarin, d'après le livre de Robert Louis Stevenson
- Direction artistique : Laura Paddock
- Chef décorateur : Mark Teague
- Maquillage : Marie-Flore Beaubien (key makeup artist)
- Photographie : William MacCollum
- Montage : Joe Vallero
- Musique : Ivan Koutikov
- Production : 
  - Producteur : Steve Fogel, Peter Jaysen, Eric Mittleman et Scott Zakarin
  - Producteur exécutif : Rich Tackenberg
  - Line producteur : Mark Headley
- Société(s) de production : Creative Light Entertainment
- Pays de production :  États-Unis
- Année : 2007
- Langue originale : anglais
- Format : couleur
- Genre : horreur, thriller
- Durée :
- Dates de sortie :
  - États-Unis : 30 décembre 2007 (en Dvd)

## Distribution
- Matt Keeslar : Dr Henry Jekyll / Mr Hyde
- Jonathan Silverman : Lanyon
- Alanna Ubach : Michelle Utterson
- Siena Goines : Christy
- Desmond Askew : Ziggy Poole
- Abigail Spencer : Talia Carew
- John Rubinstein : Daniel Carew
- Brian Palermo : John
- Josh Stewart : Tommy
- Steve Fogel : Dr Jonathan Flagstaff
- Aaron Brumfield : Mike
- Joe Basile : Nick
- Lisa Donahue : Lauren
- Erin Cahill : Allison
- Mike Baldridge : Dr Derik Carew